# Dysclytus
Dysclytus is een vliegengeslacht uit de familie van de roofvliegen (Asilidae).

## Soorten
- D. firmatus (Walker, 1857)